# Толман (село)
Толман (кирг. Толман) — село в Ноокатском районе Ошской области Кыргызстана. Входит в состав айылного аймака Теелес.

## География
Село расположено в западной части области, на расстоянии приблизительно 31 километра (по прямой) к западо-северо-западу от города Ноокат, административного центра района. Абсолютная высота — 1058 метров над уровнем моря.

## Население
Согласно оценочным данным Национального статистического комитета Кыргызской Республики, численность населения села на начало 2023 года составляла 1883 человека.
| год     | 2009 | 2014 | 2015 | 2020 | 2021 | 2023 |
| ------- | ---- | ---- | ---- | ---- | ---- | ---- |
| человек | 1513 | 1675 | 1714 | 1754 | 1789 | 1883 |